# Tetralycosa oraria
Tetralycosa oraria är en spindelart som först beskrevs av Ludwig Carl Christian Koch 1876.  Tetralycosa oraria ingår i släktet Tetralycosa och familjen vargspindlar. Inga underarter finns listade i Catalogue of Life.